# Никуличев
Никуличев — хутор в Серафимовичском районе Волгоградской области. Входит в состав Теркинского сельского поселения, первое упоминание на картах 1810 г., располагался изначально на правой стороне р. Арчеда.

## География
Никуличев расположен на западе области, в 18 км северо-восточнее х. Теркин и находится по берегам реки Арчеда.
На хуторе имеются три улицы: Блинова К. М., Кордонная и Крюковой Д. А.
Площадь 59 га.
Абсолютная высота 80 метров над уровня моря
.
Флора и фауна
Резерват «Чернополянский». Места концентрации диких животных, редких и исчезающих видов. Охота запрещена.
Географическое положение
Расстояние до
центра сельсовета хутора Теркин: 18 км.
районного центра города Серафимович: 65 км.
областного центра Волгоград: 171 км.
Ближайшие населённые пункты
Посельский 4 км, Игнатов 5 км, Орлиновский 8 км, Кундрючкин 8 км, Фетисов (Городской округ Михайловка) 8 км, Нижнянка 9 км, Пимкин 9 км

## Население
| 2010 | 2014 | 2015 |
| ---- | ---- | ---- |
| 18   | ↗35  | →35  |

Гендерный состав
По данным Всероссийской переписи населения 2010 года в гендерной структуре населения из 18 человек мужчин 8, женщин — 10 (44,4 и 55,6 % соответственно)).
Национальный состав
Согласно результатам переписи 2002 года, в национальной структуре населения
русские составляли 97 % из общей численности населения в 31 человек

## Известные жители
Константин Минаевич Блинов (1912—1943) — советский танкист. Участник Великой Отечественной войны. Герой Советского Союза (1943). Старший лейтенант.